# Sint-Joriskerk (Oosterbierum)
De Sint-Joriskerk is een kerkgebouw in Oosterbierum in de Nederlandse provincie Friesland.

## Geschiedenis
De kerk is rond 1200 gebouwd en werd in de loop der tijd verder uitgebreid. Het schip werd in de 14e eeuw in oostelijke richting uitgebreid en in de 16e eeuw verhoogd en voorzien van gotische spitsboogvensters. De kerk was oorspronkelijk gewijd aan Sint-Joris. De eenbeukige kerk heeft een vijfzijdig gesloten koor. In 1709 werd een consistorie tegen de kerk aan gebouwd. De toren van drie geledingen kreeg in 1766 eeuw een ingsnoerde naaldspits. De luidklok uit 1709 is van klokkengieter Petrus Overney. De windwijzer op de toren is in de vorm van Sint-Joris. De preekstoel en kerkbanken zijn vervaardigd in het begin van de 18e eeuw. De herenbanken behoorden aan de familie Idsinga. De preekstoel (1713) werd vervaardigd door Jaan Oenema. Boven het tiengebodenbord in koor bevindt zich een engel met bazuin. Het orgel uit 1868 is gemaakt door Van Dam. De kerk is een rijksmonument. 

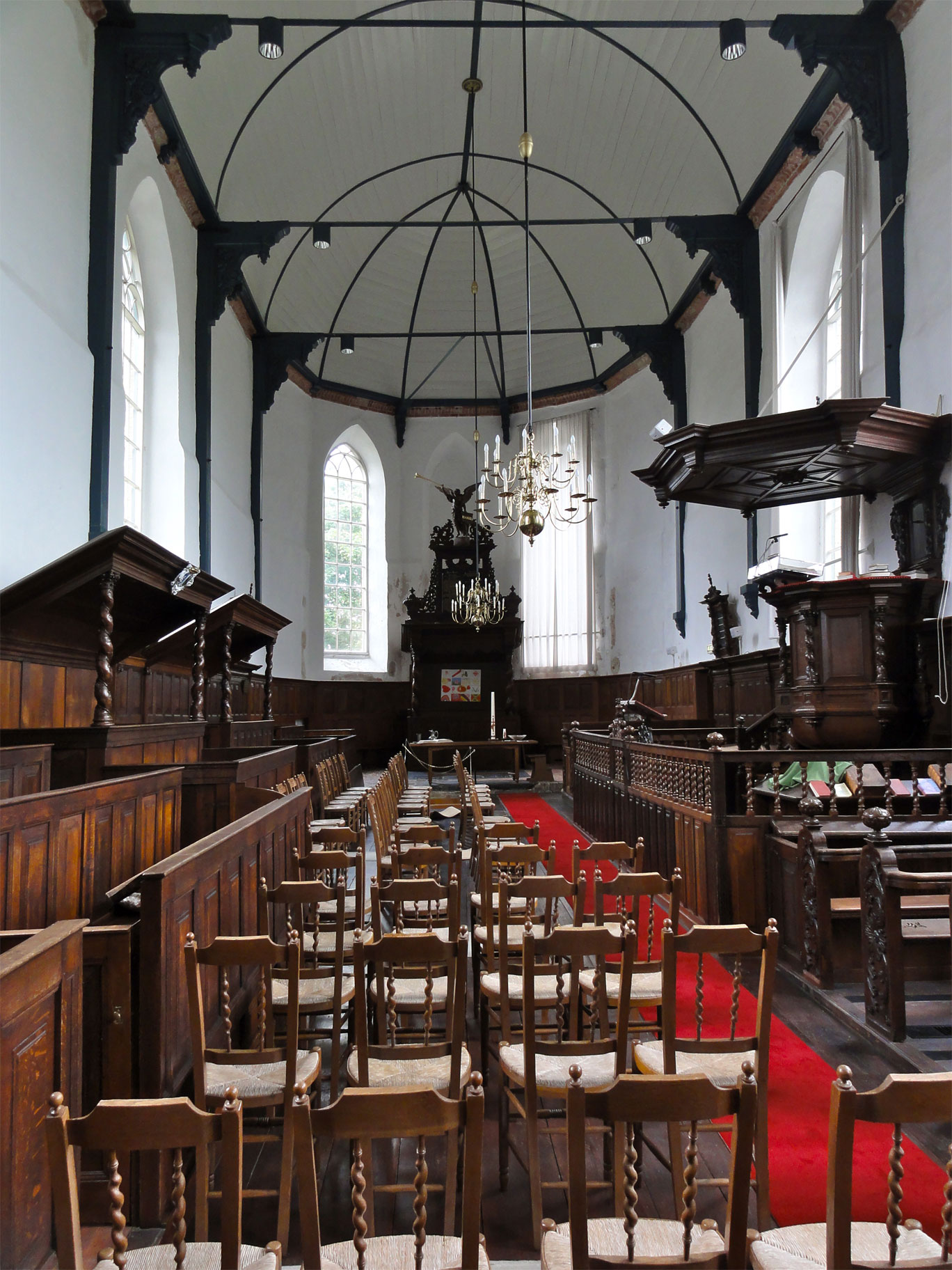
Het interieur van de kerk
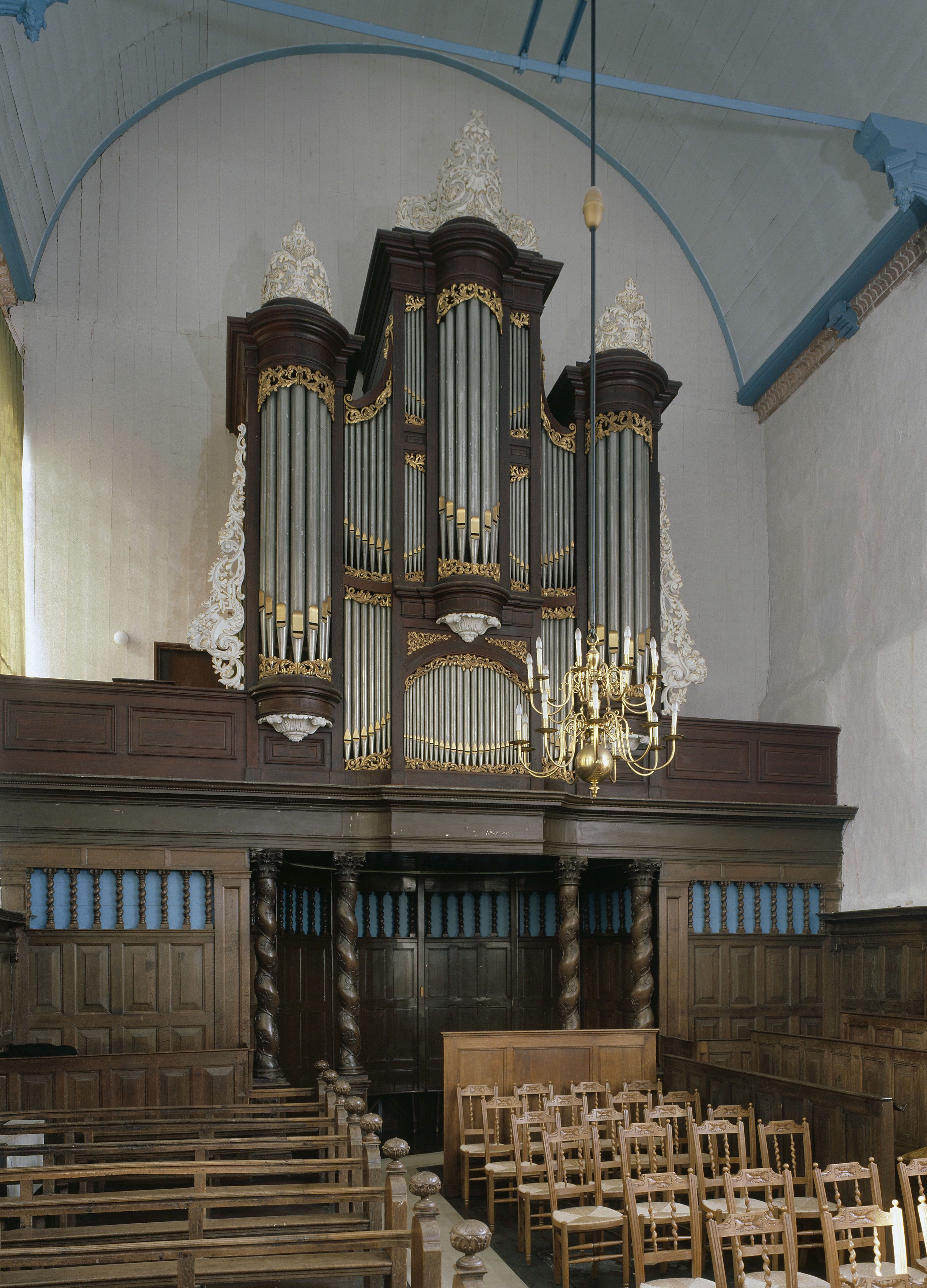
Het Van Dam-orgel uit 1868
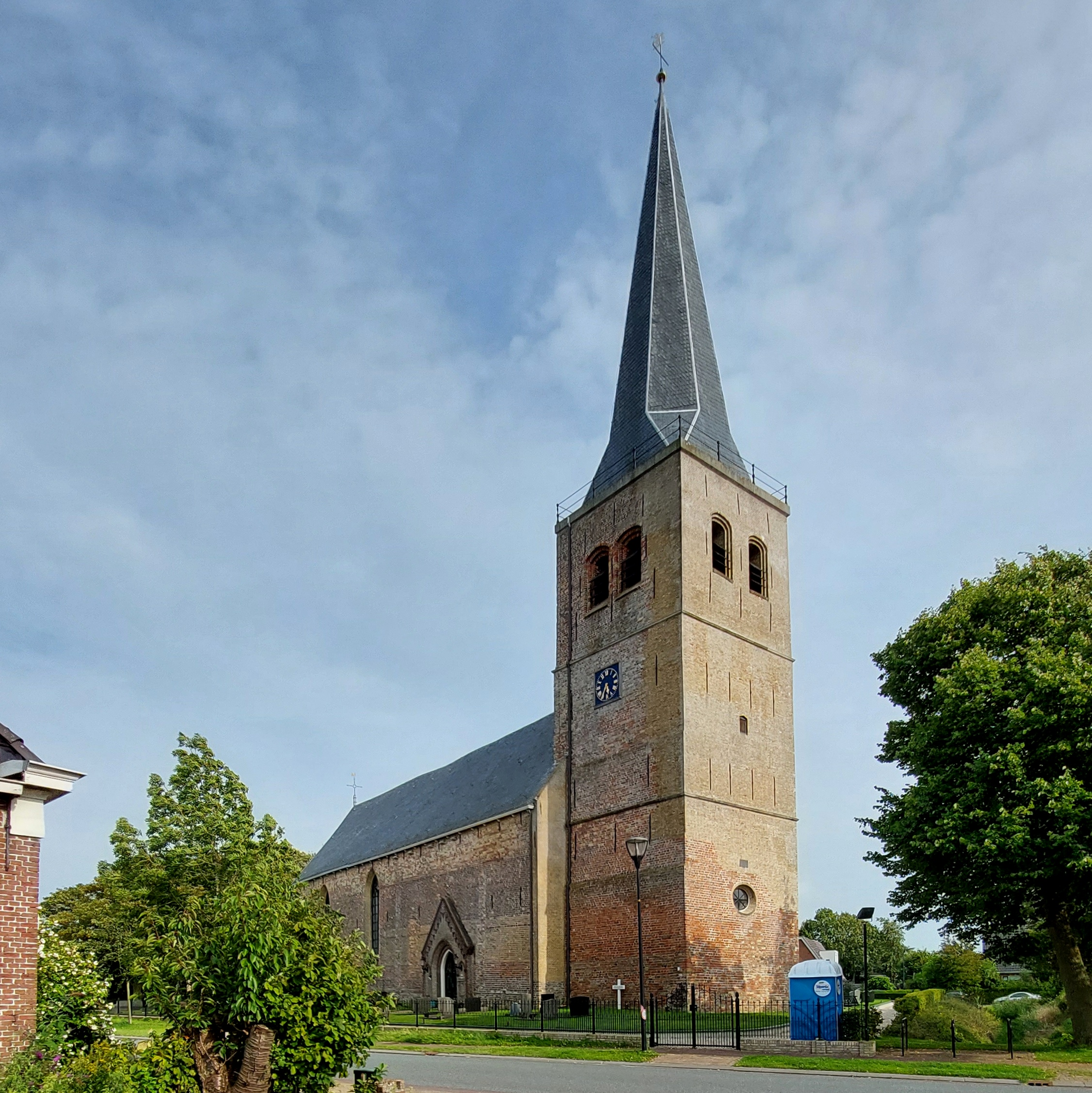
Kerk in 2023

## Windwijzer
De windwijzer in de vorm van Sint Joris betreft een man te paard. Uit 1900 is bekend dat twee boerderijen werden vermaakt aan de kerk, onder de voorwaarde dat de windwijzer, een man te paard, jaarlijks langs de boerderijen gedragen zou moeten worden, ter nagedachtenis aan de schenker. In of rond 1880 is dit daadwerkelijk gebeurd, toen de windwijzer van de toren afgewaaid was. In 2022 kwam de windwijzer wederom van de toren door menselijk ingrijpen: zij was losgeraakt door de februaristorm in dat jaar.